# Corespondență biunivocă

O funcție bijectivă, f: X → Y, unde X = {1, 2, 3, 4} și Y = {A, B, C, D}. De exemplu, f(1) = D.

În matematică, o corespondență biunivocă, bijecție, sau funcție bijectivă, este o funcție între elementele a două mulțimi, unde fiecare element al celei dintâi se regăsește într-o relație de corespondență cu un singur element din cea de-a doua. În termeni matematici, o funcție bijectivă este o funcție injectivă și surjectivă.
Fie X, Y două mulțimi și {\displaystyle f:X\to Y} funcția considerată. Din definiție, nu există elemente fără pereche în X, și fiecare element în X are un corespondent unic în Y. În consecință, există o funcție {\displaystyle f^{-1}:Y\to X} numită funcție inversă, care asociază fiecărui element din Y unul și numai unul din X.
Dacă A, B finite, atunci existența unei bijecții este o consecință a faptului că au același număr de elemente. Pentru mulțimi infinite între care există o funcție bijectivă, atunci se spune că au același număr cardinal, ori că sunt echipotente. În cazul în care A și B coincid, funcția bijectivă {\displaystyle f:A->A} se numește permutare.
Acest tip de funcții sunt foarte des folosite în matematică, ca exemple fiind izomorfismele, homomorfismele, difeomorfismele între structuri algebrice.
Axa numerelor exemplifică corespondența biunivocă între numerele reale și punctele geometrice de pe această dreaptă.

## Legături externe
- Hazewinkel, Michiel, ed. (2001), „Bijection”, Encyclopaedia of Mathematics, Kluwer Academic Publishers, ISBN 978-1556080104
- Eric W. Weisstein, Bijection la MathWorld.
- Earliest Uses of Some of the Words of Mathematics: entry on Injection, Surjection and Bijection has the history of Injection and related terms.

  Materiale media legate de corespondență biunivocă la Wikimedia Commons